# フレデリック・C・デイヴィス (護衛駆逐艦)
|           |                                                                                              |
| 艦歴      |                                                                                              |
| 発注:     |                                                                                              |
| 起工:     | 1942年11月9日                                                                                |
| 進水:     | 1943年1月24日                                                                                |
| 就役:     | 1943年7月14日                                                                                |
| 退役:     |                                                                                              |
| その後:   | 1945年4月24日に戦没                                                                          |
| 除籍:     |                                                                                              |
| 性能諸元  |                                                                                              |
| 排水量:   | 基準：1,200トン                                                                              |
| 全長:     | 306 ft 0 in (93.27 m)                                                                        |
| 全幅:     | 36 ft 7 in (11.15 m)                                                                         |
| 吃水:     | 8 ft 7 in                                                                                    |
| 機関:     | フェアバンクス＝モース ディーゼルエンジン4基 2軸推進 6,000 shp (4.5 MW)                      |
| 最大速:   | 21ノット (39 km/h)                                                                           |
| 航続距離: | 9,100海里（12ノット時）                                                                      |
| 乗員:     | 士官8名 下士官兵201名                                                                        |
| 兵装:     | 3インチ砲3門、連装40mm機銃1基 20mm砲8基 21インチ魚雷発射管3基 ヘッジホッグ1基、爆雷軌条2基、 |

フレデリック・C・デイヴィス(USS Frederick C. Davis, DE-136)は、アメリカ海軍の護衛駆逐艦。エドサル級護衛駆逐艦の1隻。艦名は真珠湾攻撃で戦死した海軍パイロットのフレデリック・C・デイヴィスに因む。

## 艦歴
フレデリック・C・デイヴィスは1942年11月9日にテキサス州オレンジのコンソリデイティッド・スチールで起工する。1943年1月24日にドロシー・H・ロビンズ夫人によって命名、進水し、1943年7月14日に艦長O・W・ゴプナー少佐の指揮下就役した。フレデリック・C・デイヴィスは1943年10月7日にノーフォークを出航し、アルジェへの船団警護につく。北アフリカの港およびナポリ間の船団護衛任務を命じられ、11月6日には初めての敵機による攻撃を受ける。魚雷と爆弾の波状攻撃により船団の3隻の船が損傷したが、護衛部隊の対空射撃で敵機は撃退された。11月26日に再び空襲を受けるが、フレデリック・C・デイヴィスは少なくとも敵機2機を撃墜している。
その後も地中海西部で船団護衛任務を継続し、1943年12月16日にはドイツ潜水艦 U-73 への攻撃に参加している。1944年1月21日にフレデリック・C・デイヴィスはナポリを出航、アンツィオ上陸作戦に参加する。同作戦での功績によりフレデリック・C・デイヴィスは殊勲部隊章を受章した。翌22日には支援艦砲射撃を行う艦艇に対する潜水艦や航空機の攻撃を防御する任務に従事した。その後はナポリでの短期間の補給以外は、包囲された上陸拠点からの偵察を6ヶ月間継続した。フレデリック・C・デイヴィスはドイツ軍の無線誘導爆弾を妨害するための機材を搭載し、多くの敵機による空襲を退け、陸上部隊に対する補給の支援を行った。この苦しい戦いの中、敵の沿岸砲台からの砲撃を受けたフレデリック・C・デイヴィスは、わずかな損傷を受け、1名が負傷した。
1944年6月および7月には地中海での船団護衛任務に帰還し、8月9日にナポリを出航、コルシカ島に向かい南フランスへの攻撃地点に移動した。ここでも再び無線妨害の特殊任務に従事し、作戦の指令艦であるカトクティン (USS Catoctin, AGC-5) を護衛した。その後も攻撃水域に留まり対潜哨戒および海上輸送指揮を9月19日まで行い、任務を完了するとオーバーホールのためニューヨーク海軍工廠へ向かった。オーバーホールの完了後、1945年初めに西大西洋での任務に復帰する。フレデリック・C・デイヴィスは沿岸での護衛任務と対潜哨戒を4月半ばまで特別海上護衛部隊と共に行い、シュノーケルを装備したUボートの脅威から船団を護衛した。
1945年4月24日、フレデリック・C・デイヴィスは U-546 と遭遇する。護衛駆逐艦が攻撃態勢に入る前に、敵潜水艦は魚雷を発射しそれは左舷前方に命中した。5分後に船体は分断した。船体後部が損害は少なく、乗組員は浮力を維持しようとしたがそれは失敗した。115名が戦死し、生存者は艦を放棄した。彼らは3時間以内に救助された。U-546 はフレデリック・C・デイヴィスの僚艦により撃沈された。
フレデリック・C・デイヴィスは第二次世界大戦の戦功で殊勲部隊章および4個の従軍星章を受章した。